# Gmina Pułtusk
Die Gmina Pułtusk ist eine Stadt-und-Land-Gemeinde im Powiat Pułtuski der Woiwodschaft Masowien in Polen. Sitz des Powiat und der Gemeinde ist die gleichnamige Stadt (deutsch Pultusk) mit etwa 19.500 Einwohnern.

## Geographie
Die Gemeinde liegt 50 Kilometer nördlich von Warschau. Nachbargemeinden sind Gzy, Karniewo, Obryte, Pokrzywnica, Szelków, Winnica und Zatory. Im Hauptort mündet die Rozoga in den Narew.

## Geschichte
Die Landgemeinde wurde 1973 gebildet. Stadt- und Landgemeinde wurden 1990/1991 zur Stadt-und-Land-Gemeinde zusammengelegt. Ihr Gebiet gehörte bis 1975 zur Woiwodschaft Warschau. Es kam dann bis 1998 zur Woiwodschaft Ciechanów, der Powiat wurde in dieser Zeit aufgelöst. Zum 1. Januar 1999 kam die Gemeinde zur Woiwodschaft Masowien und zum wiedererrichteten Powiat Pułtuski.
Die Landgemeinde entstand 1973 aus der Gmina Kleszewo, die 1954 in Gromadas aufgelöst wurde.

## Gemeindepartnerschaften
- Ganderkesee, Deutschland
- Montmorency, Frankreich
- New Britain, Vereinigte Staaten
- Senica, Slowakei
- Szerencs, Ungarn

## Gliederung
Die Stadt-und-Land-Gemeinde Pułtusk besteht aus der Stadt selbst und 24 Dörfern mit Schulzenamt (sołectwo):
- Białowieża
- Boby
- Chmielewo
- Głodowo
- Gnojno
- Grabówiec
- Gromin
- Jeżewo
- Kacice
- Kleszewo
- Kokoszka
- Lipa
- Lipniki Nowe
- Lipniki Stare
- Moszyn
- Olszak
- Pawłówek
- Płocochowo
- Ponikiew
- Przemiarowo
- Szygówek
- Trzciniec
- Zakręt